# Hansa Tonstudio
Hansa Tonstudio znane również jako Hansa Studio by the Wall – studio nagraniowe zlokalizowane przy ulicy Köthener Straße w Berlinie, w Niemczech. Jest znane pod nazwą "Hansa Studio by the Wall" ze względu na położenie niedaleko Muru Berlińskiego w południowo-zachodniej części miasta, niedaleko Großer Tiergarten.
Studio zostało ufundowane w 1964 roku przez braci Petera i Thomasa Meisel w zachodniej części Berlina. W 1972 roku studio zmieniło lokalizację na obecną.
Ponieważ jest to studio nagraniowe wytwórni Hansa Records, nagrywali w nim płyty  tacy wykonawcy jak: David Bowie, Iggy Pop, U2, Depeche Mode, Killing Joke, Boney M, oraz najczęściej grupa Snow Patrol.